# Discover (album)
Pour les articles homonymes, voir Discover.
 (novembre 2017).
Si vous disposez d'ouvrages ou d'articles de référence ou si vous connaissez des sites web de qualité traitant du thème abordé ici, merci de compléter l'article en donnant les références utiles à sa vérifiabilité et en les liant à la section « Notes et références ».
Albums de Gene Loves Jezebel
Immigrant
(1985) The House of Dolls
(1987)
Discover est un album du groupe britannique de rock gothique Gene Loves Jezebel, sorti en 1986.

## Liste des titres
Toutes les chansons sont écrites et composées par Gene Loves Jezebel.
|       | 'Face A'                 |      |
| A1.   | Heartache                | 4:21 |
| A2.   | Over the Rooftops        | 3:12 |
| A3.   | Kick                     | 3:10 |
| A4.   | A White Horse            | 3:09 |
| A5.   | Wait and See             | 3:23 |
|       | 'Face B'                 |      |
| B1.   | Desire (Come and Get It) | 3:18 |
| B2.   | Beyond Doubt             | 4:23 |
| B3.   | Sweetest Thing           | 3:12 |
| B4.   | Maid of Sker             | 4:25 |
| B5.   | Brand New Moon           | 3:41 |
| 36:16 |                          |      |

| Disque bonus : Glad to Be Alive - Édition limitée 2 × vinyle LP (Royaume-Uni, Beggars Banquet, 1986) | Disque bonus : Glad to Be Alive - Édition limitée 2 × vinyle LP (Royaume-Uni, Beggars Banquet, 1986) | Disque bonus : Glad to Be Alive - Édition limitée 2 × vinyle LP (Royaume-Uni, Beggars Banquet, 1986) | Disque bonus : Glad to Be Alive - Édition limitée 2 × vinyle LP (Royaume-Uni, Beggars Banquet, 1986) | Disque bonus : Glad to Be Alive - Édition limitée 2 × vinyle LP (Royaume-Uni, Beggars Banquet, 1986) | Disque bonus : Glad to Be Alive - Édition limitée 2 × vinyle LP (Royaume-Uni, Beggars Banquet, 1986) | Disque bonus : Glad to Be Alive - Édition limitée 2 × vinyle LP (Royaume-Uni, Beggars Banquet, 1986) | Disque bonus : Glad to Be Alive - Édition limitée 2 × vinyle LP (Royaume-Uni, Beggars Banquet, 1986) | Disque bonus : Glad to Be Alive - Édition limitée 2 × vinyle LP (Royaume-Uni, Beggars Banquet, 1986) | Disque bonus : Glad to Be Alive - Édition limitée 2 × vinyle LP (Royaume-Uni, Beggars Banquet, 1986) |
| No                                                                                                   | Titre                                                                                                | Durée                                                                                                | | | | | | | |
| --- | --- | --- | --- | --- | --- | --- | --- | --- | --- |
| | 'Face C'                                                                                             | | | | | | | | |
| C1.                                                                                                  | Up Stairs                                                                                            | 3:04                                                                                                 | | | | | | | |
| C2.                                                                                                  | Over the Rooftops                                                                                    | 3:19                                                                                                 | | | | | | | |
| C3.                                                                                                  | The Rhino Plasty                                                                                     | 3:18                                                                                                 | | | | | | | |
| C4.                                                                                                  | Worth Waiting For                                                                                    | 3:03                                                                                                 | | | | | | | |
| | 'Face D'                                                                                             | | | | | | | | |
| D1.                                                                                                  | Immigrant                                                                                            | 3:22                                                                                                 | | | | | | | |
| D2.                                                                                                  | Cow                                                                                                  | 5:21                                                                                                 | | | | | | | |
| D3.                                                                                                  | Brittle Punches                                                                                      | 2:39                                                                                                 | | | | | | | |
| D4.                                                                                                  | Pop Tarantula                                                                                        | 3:48                                                                                                 | | | | | | | |
| 27:53                                                                                                | | | | | | | | | |

| 11. | Psycho II        |  |
| 12. | Sweetest Jezebel |  |
| 13. | Deli Babies      |  |

| 11. | Sapphire Scavenger (Single Version) |  |
| 12. | New Horizons                        |  |
| 13. | Message (Single Version)            |  |
| 14. | Deli Babies                         |  |
| 15. | Vagabond                            |  |
| 16. | Psycho 2                            |  |

| Disque bonus - Réédition spéciale remastérisée compilation 2 × CD (Royaume-Uni et États-Unis, Beggars Banquet, 2005) | Disque bonus - Réédition spéciale remastérisée compilation 2 × CD (Royaume-Uni et États-Unis, Beggars Banquet, 2005) | Disque bonus - Réédition spéciale remastérisée compilation 2 × CD (Royaume-Uni et États-Unis, Beggars Banquet, 2005) | Disque bonus - Réédition spéciale remastérisée compilation 2 × CD (Royaume-Uni et États-Unis, Beggars Banquet, 2005) | Disque bonus - Réédition spéciale remastérisée compilation 2 × CD (Royaume-Uni et États-Unis, Beggars Banquet, 2005) | Disque bonus - Réédition spéciale remastérisée compilation 2 × CD (Royaume-Uni et États-Unis, Beggars Banquet, 2005) | Disque bonus - Réédition spéciale remastérisée compilation 2 × CD (Royaume-Uni et États-Unis, Beggars Banquet, 2005) | Disque bonus - Réédition spéciale remastérisée compilation 2 × CD (Royaume-Uni et États-Unis, Beggars Banquet, 2005) | Disque bonus - Réédition spéciale remastérisée compilation 2 × CD (Royaume-Uni et États-Unis, Beggars Banquet, 2005) | Disque bonus - Réédition spéciale remastérisée compilation 2 × CD (Royaume-Uni et États-Unis, Beggars Banquet, 2005) |
| No | Titre | Durée | | | | | | | |
| --- | --- | --- | --- | --- | --- | --- | --- | --- | --- |
| 1. | Desire (Come and Get It)                                                                                             | 5:29 | | | | | | | |
| 2. | Sapphire Scavenger                                                                                                   | 3:49 | | | | | | | |
| 3. | New Horizons | 3:41 | | | | | | | |
| 4. | Message | 2:55 | | | | | | | |
| 5. | Heartache (UK club mix)                                                                                              | 5:36 | | | | | | | |
| 6. | Before Doubt | 4:59 | | | | | | | |
| 7. | Suspicion | 3:56 | | | | | | | |
| 8. | Deli Babies | 3:02 | | | | | | | |
| 9. | Vagabond | 3:19 | | | | | | | |
| 10. | Lipstime | 3:17 | | | | | | | |
| 11. | Down to the Water | 3:16 | | | | | | | |
| 12. | Heartache, Part Two                                                                                                  | 4:25 | | | | | | | |
| 13. | Sweetest Thing | 6:08 | | | | | | | |
| 14. | Psycho 2 | 3:27 | | | | | | | |
| 15. | Sweetest Jezebel | 3:03 | | | | | | | |
| 60:20 | | | | | | | | | |

## Crédits
| - Jay Aston, Michael Aston : chant - Peter Rizzo : basse, piano - Marcus Gilvear : batterie - James Stevenson : guitare, claviers | - Production : Gary Lyons - Mixage : Mark Dearnley - Ingénierie : Alvin Clark - Artwork : Thin Things, Slim Star - Photographie : Simon Fowler |